# Sanma
Sanma è una provincia di Vanuatu costituita dalle isole di Espiritu Santo e Malo di cui il nome della provincia è un acronimo. Possiede una popolazione di 32 340 abitanti e una superficie di 4248 km². La capitale è Luganville.